# Zorzines megaproterva
Zorzines megaproterva är en fjärilsart som beskrevs av Inoue 1988. Zorzines megaproterva ingår i släktet Zorzines och familjen nattflyn. Inga underarter finns listade i Catalogue of Life.